# Васнево (Вологодская область)
Васнево — деревня в Вологодском районе Вологодской области на реке Лихтош.
Входит в состав Спасского сельского поселения, с точки зрения административно-территориального деления — в Спасский сельсовет.
Расстояние по автодороге до районного центра Вологды — 27 км, до центра муниципального образования Непотягово — 17 км. Ближайшие населённые пункты — Белое, Лямцыно, Колоколово, Запрудка.

## Население
| 2002 | 2010 |
| ---- | ---- |
| 3    | ↗4   |

По переписи 2002 года население — 3 человека.